# GOING ON
『GOING ON』（ゴーイング・オン）は、詩月カオリの2作目のミニアルバム。
前作『SPYGLASS』より約4年ぶりとなるミニアルバム。収録曲は全曲とも書き下ろしの新曲であり、全ての作詞・作曲を詩月自身が行っている。
なお、詩月は本作を最後に、自身が所属するI'veを卒業することを2013年2月22日に発表した。

## 収録曲
※ 全作詞・作曲：詩月カオリ
1. 蕾
編曲：SORMA No.1
2. 君がくれたコトバ
編曲：中沢伴行
3. セツナ
編曲：森藤晶司
4. 予感
編曲：井内舞子
5. 雫の刻
編曲：尾崎武士
6. GOING ON 〜光へ〜
編曲：高瀬一矢